# Spirit Lake (Iowa)
Spirit Lake ist eine Stadt (mit dem Status „City“) und Verwaltungssitz des Dickinson County im US-amerikanischen Bundesstaat Iowa. Das U.S. Census Bureau hat bei der Volkszählung 2020 eine Einwohnerzahl von 5.439 ermittelt.

## Geografie
Spirit Lake liegt am Westufer des East Okoboji Lake inmitten der Iowa Great Lakes genannten Region im Nordwesten Iowas. Die Staatsgrenze nach Minnesota befindet sich rund 10 km nördlich der Stadt, South Dakota beginnt 122 km westlich.
Spirit Lake liegt auf 43°25′23″ nördlicher Breite und 95°6′15″ westlicher Länge und erstreckt sich über eine Fläche von 8,7 km². Das Stadtgebiet liegt größtenteils in der Center Grove Township, erstreckt sich zu kleineren Teilen aber auch in die Spirit Lake und die Lakeville Township.
Nachbarorte sind Orleans (4,2 km nordöstlich), Arnolds Park (7 km südlich), Okoboji (7,4 km südwestlich) und Triboji Beach (5,8 km westlich).
Die nächstgelegenen größeren Städte sind die Twin Cities in Minnesota (Minneapolis und Saint Paul) (290 km nordöstlich), Rochester in Minnesota (267 km ostnordöstlich), Waterloo (319 km ostsüdöstlich), Cedar Rapids (416 km in der gleichen Richtung), Iowas Hauptstadt Des Moines (324 km südöstlich), Nebraskas größte Stadt Omaha (343 km südsüdwestlich), Sioux City (178 km südwestlich) und South Dakotas größte Stadt Sioux Falls (136 km westnordwestlich).

## Verkehr
Durch Spirit Lake verläuft von Nordosten nach Südwesten der U.S. Highway 71, der im Nordosten der Stadt auf den Iowa Highway 9 trifft. Alle weiteren Straßen sind untergeordnete Landstraßen, teils unbefestigte Fahrwege sowie innerörtliche Verbindungsstraßen.
Mit dem Spirit Lake Municipal Airport befindet sich 6,7 km südwestlich ein kleiner Flugplatz. Die nächsten Verkehrsflughäfen sind der Minneapolis-Saint Paul International Airport (279 km nordöstlich), der Des Moines International Airport (317 km südöstlich), das Eppley Airfield in Omaha (286 km südsüdwestlich), der Sioux Gateway Airport in Sioux City (191 km südwestlich) und der Sioux Falls Regional Airport (145 km westlich).

## Bevölkerung
Nach der Volkszählung im Jahr 2010 lebten in Spirit Lake 4840 Menschen in 2157 Haushalten. Die Bevölkerungsdichte betrug 556,3 Einwohner pro Quadratkilometer. In den 2157 Haushalten lebten statistisch je 2,19 Personen.
Ethnisch betrachtet setzte sich die Bevölkerung zusammen aus 97,7 Prozent Weißen, 0,2 Prozent Afroamerikanern, 0,2 Prozent amerikanischen Ureinwohnern, 0,6 Prozent Asiaten, 0,1 Prozent Polynesiern sowie 0,1 Prozent aus anderen ethnischen Gruppen; 1,1 Prozent stammten von zwei oder mehr Ethnien ab. Unabhängig von der ethnischen Zugehörigkeit waren 1,3 Prozent der Bevölkerung spanischer oder lateinamerikanischer Abstammung.
23,1 Prozent der Bevölkerung waren unter 18 Jahre alt, 57,0 Prozent waren zwischen 18 und 64 und 19,9 Prozent waren 65 Jahre oder älter. 52,9 Prozent der Bevölkerung waren weiblich.
Das mittlere jährliche Einkommen eines Haushalts lag bei 56.198 USD. Das Pro-Kopf-Einkommen betrug 27.331 USD. 10,3 Prozent der Einwohner lebten unterhalb der Armutsgrenze.

## Bekannte Bewohner
- Berkley Bedell (1921–2019) – demokratischer Abgeordneter des US-Repräsentantenhauses (1975–1987) – lebte seit seiner Geburt in Spirit Lake
- James I. Dolliver (1894–1978) – republikanischer Abgeordneter des US-Repräsentantenhauses (1945–1957) – verbrachte seinen Ruhestand in  Spirit Lake
- Harry E. Narey (1885–1962) – republikanischer Abgeordneter des US-Repräsentantenhauses (1942–1943) – lebte immer in Spirit Lake und ist hier beigesetzt